# Wereldkampioenschap voetbal 2018 (Groep A) Egypte - Uruguay
Dit artikel gaat over de wedstrijd in de groepsfase in groep A tussen Egypte en Uruguay die gespeeld werd op vrijdag 15 juni 2018 tijdens het wereldkampioenschap voetbal 2018. Het duel was de 2e wedstrijd van het toernooi.

## Voorafgaand aan de wedstrijd
- Egypte stond bij aanvang van het toernooi op de 45e plaats van de FIFA-wereldranglijst.[1]
- Uruguay stond bij aanvang van het toernooi op de 14e plaats van de FIFA-wereldranglijst.[2]
- De confrontatie tussen de nationale elftallen van Egypte en Uruguay vond één maal eerder plaats. Op 16 augustus 2006 troffen de landen elkaar in het Alexandrië Stadion. Dit duel eindigde in een 0–2 overwinning voor Uruguay.[3]
- Het duel vindt plaats in het Centraal Stadion in Jekaterinenburg. Dit stadion werd in 1957 geopend en heeft normaliter 27.000 zitplaatsen. Om aan de FIFA eisen te voldoen, is het stadion met een tijdelijk tribune uitgebreid naar 44.130 toeschouwers.

## Wedstrijdgegevens[4]
| Datum                | 15 juni 2018                                                                               | 15 juni 2018                                                                               |
| Wedstrijdnummer      | 2                                                                                          | 2                                                                                          |
| Stadion              | Centraal Stadion, Jekaterinenburg                                                          | Centraal Stadion, Jekaterinenburg                                                          |
| Toeschouwers         | 27.015                                                                                     | 27.015                                                                                     |
| Scheidsrechter       | Björn Kuipers                                                                              | Björn Kuipers                                                                              |
| Assistenten          | Sander van Roekel Erwin Zeinstra                                                           | Sander van Roekel Erwin Zeinstra                                                           |
| Vierde official      | Milorad Mažić                                                                              | Milorad Mažić                                                                              |
| Videoscheidsrechters | Danny Makkelie Cyril Gringore (assistent) Paweł Gil (assistent) Clément Turpin (assistent) | Danny Makkelie Cyril Gringore (assistent) Paweł Gil (assistent) Clément Turpin (assistent) |
| Man van de wedstrijd | Mohamed El-Shenawy                                                                         | Mohamed El-Shenawy                                                                         |
|                      | Egypte                                                                                     | Uruguay                                                                                    |
| Doelpunten           | 0                                                                                          | 1                                                                                          |
| Gele kaarten         | 2                                                                                          | 0                                                                                          |
| Rode kaarten         | 0                                                                                          | 0                                                                                          |
| Wissels              | 3                                                                                          | 3                                                                                          |
| Schoten op doel      | 3                                                                                          | 4                                                                                          |
| Schoten naast doel   | 3                                                                                          | 6                                                                                          |
| Overtredingen        | 12                                                                                         | 6                                                                                          |
| Hoekschoppen         | 0                                                                                          | 5                                                                                          |
| Buitenspel           | 1                                                                                          | 1                                                                                          |
| Vrije trappen        | 7                                                                                          | 13                                                                                         |
| Balbezit (%)         | 43                                                                                         | 57                                                                                         |

| Egypte | 0 – 1        | Uruguay |
| | goals        | 89' José María Giménez (Carlos Sánchez) |
| Héctor Cúper | bondscoach   | Oscar Tabárez |
| Mohamed El-Shenawi Ahmed Fathy Ali Gabr Ahmed Hegazy Mohamed Abdel-Shafy Tarek Hamed 50' Mohamed Elneny Amr Warda 82' Abdallah Said Trézéguet Marwan Mohsen 63' | opstellingen | Fernando Muslera Guillermo Varela José María Giménez Diego Godín Martín Cáceres Nahitan Nández 58' Rodrigo Bentancur Matías Vecino 87' Giorgian De Arrascaeta 59' Luis Suárez Edinson Cavani |
| Sam Morsy 50' Kahraba 63' Ramadan Sobhi 82' | wissels      | 58' Carlos Sanchez 59' Cristian Rodriguez 87' Lucas Torreira |
| Sam Morsy 90+4' Ahmed Hegazy 90+6' | gele kaarten | |
| | rode kaarten | |